# Friedrichstadt (Drezno)
Friedrichstadt (do 1730 Ostra) – osiedle miasta Drezna w Saksonii w Niemczech.

## Historia

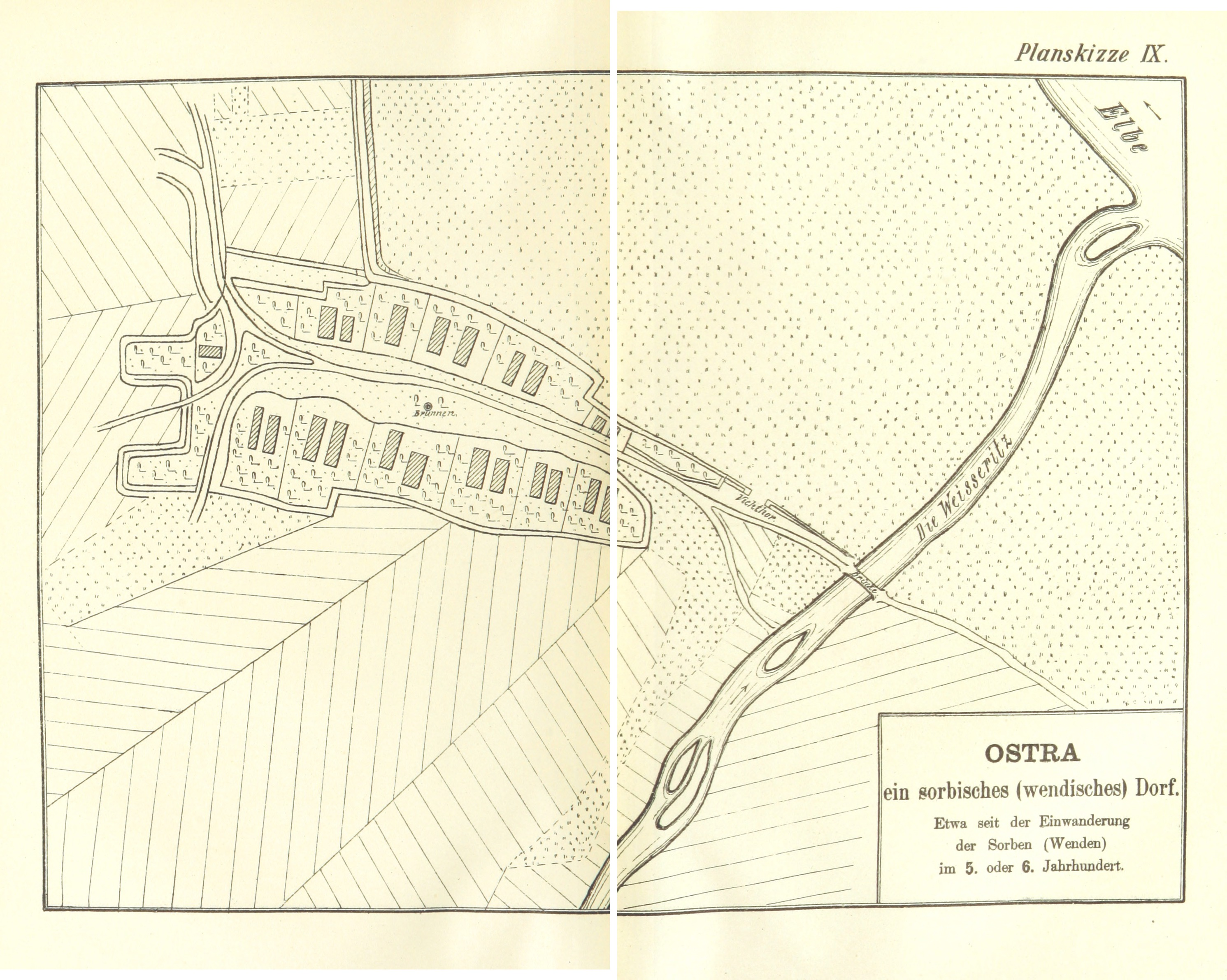
Plan serbołużyckiej osady Ostra w V/VI w.

Najstarsza wzmianka o łużyckiej osadzie Ostra pochodzi z 1206 roku. Od 1697 poddrezdeńska miejscowość znajdowała się pod panowaniem króla Polski Augusta II Mocnego. Decyzją króla w 1699 założona została w Ostrej Królewsko-Polska i Elektorsko-Saska Huta Szkła. W 1730 król zarządził zmianę nazwy na Neustadt (Nowe Miasto), a w 1731 na Friedrichstadt (Miasto Fryderyka) na cześć królewicza Fryderyka Augusta II, od 1733 króla Polski Augusta III Sasa. Od 1806 w granicach Królestwa Saksonii. W 1813 w tutejszym pałacu Brühla-Marcoliniego rezydował Napoleon Bonaparte.
W 1835 miejscowość włączono w granice Drezna. Od 1878 osiedle przemysłowe. Osiedle zostało częściowo zniszczone w trakcie bombardowania Drezna 13-14 lutego 1945 r.

## Zabytki
- Stary Cmentarz Katolicki – założony w 1720 r. na mocy dekretu króla Augusta II
- Nowy Cmentarz Katolicki(inne języki) – założony w 1875 r., miejsce spoczynku Poznańskiej Piątki
- Pałac Brühla-Marcoliniego – barokowy pałac z XVIII w., rezydencja księżnej Urszuli Katarzyny Lubomirskiej, a następnie m.in. Henryka Brühla i Camillo Marcoliniego, współcześnie szpital
  - Fontanna Neptuna(inne języki) z l. 1744–1746
- Yenidze – budynek dawnej fabryki tytoniu z l. 1907-1909
- Kościół św. Mateusza(inne języki) – kościół luterański z l. 1728–1732, miejsce spoczynku Mateusza Daniela Pöppelmanna, XVIII-wiecznego architekta Drezna i Warszawy
  - przykościelny ewangelicki cmentarz św. Mateusza
- Wielka Hala Targowa z l. 1893–1895
- Folwark Ostra(inne języki) z XVIII w.
- Kamienica z XVII w. przy Friedrichstraße – najstarsza kamienica osiedla, przebudowana w stylu barokowym w 1730 r., współcześnie siedziba Honorowego Konsulatu Generalnego Królestwa Tajlandii
- kilka kamienic z XVIII w. przy Friedrichstraße
- Lokomotywownia(inne języki) z ok. 1935 r.

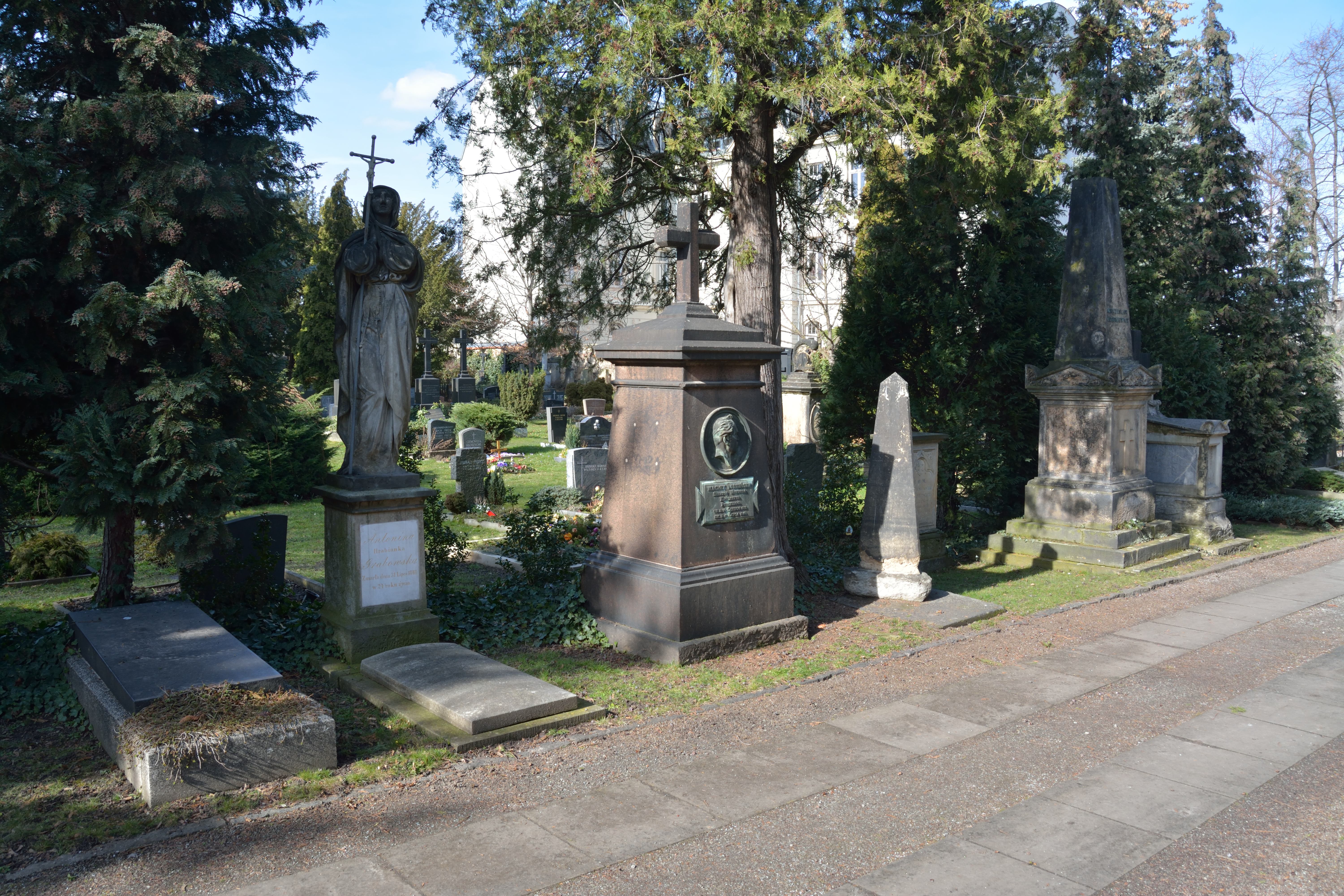
Stary Cmentarz Katolicki
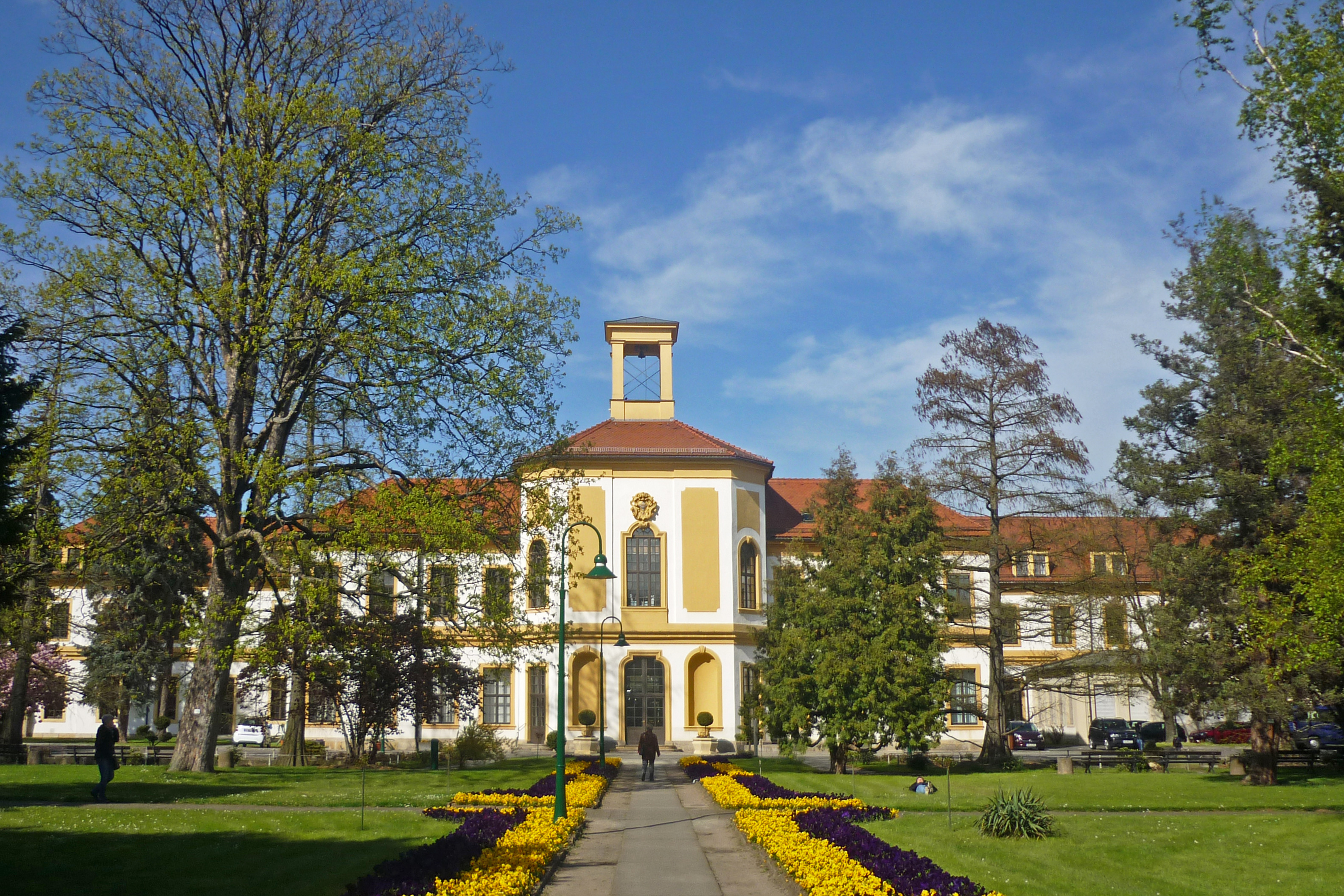
Pałac Brühla-Marcoliniego
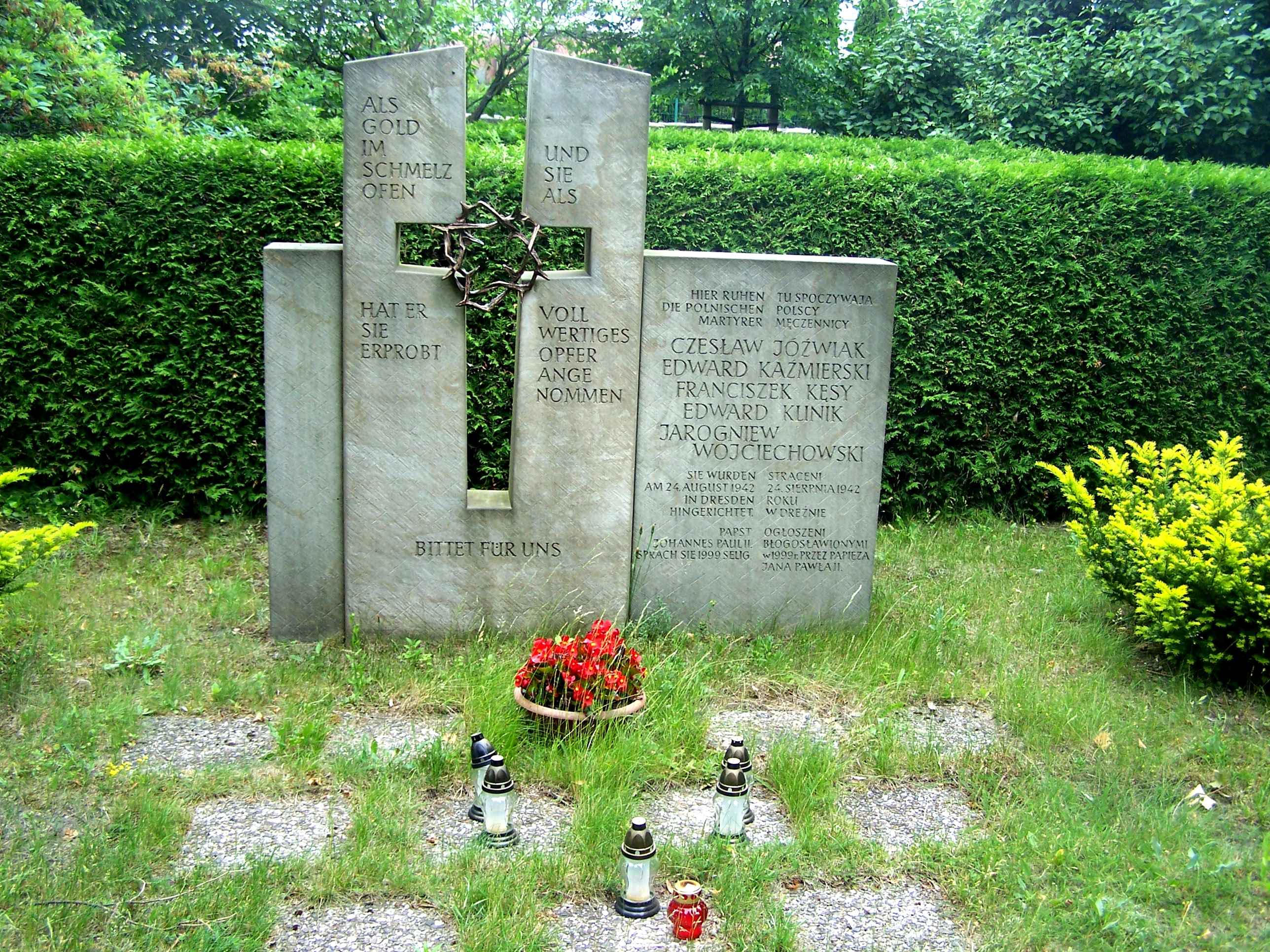
Grób Poznańskiej Piątki na Nowym Cmentarzu Katolickim
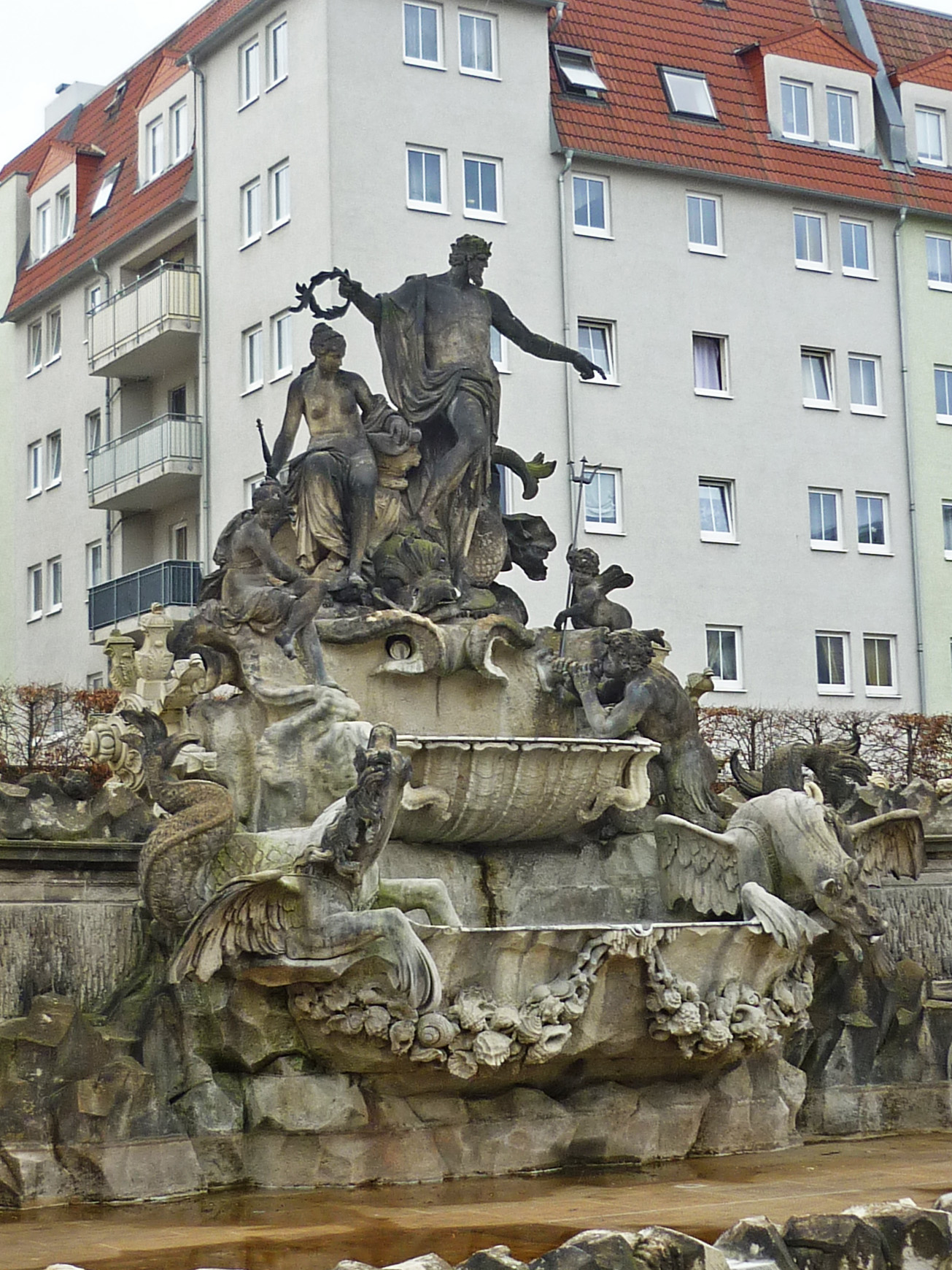
Fontanna Neptuna
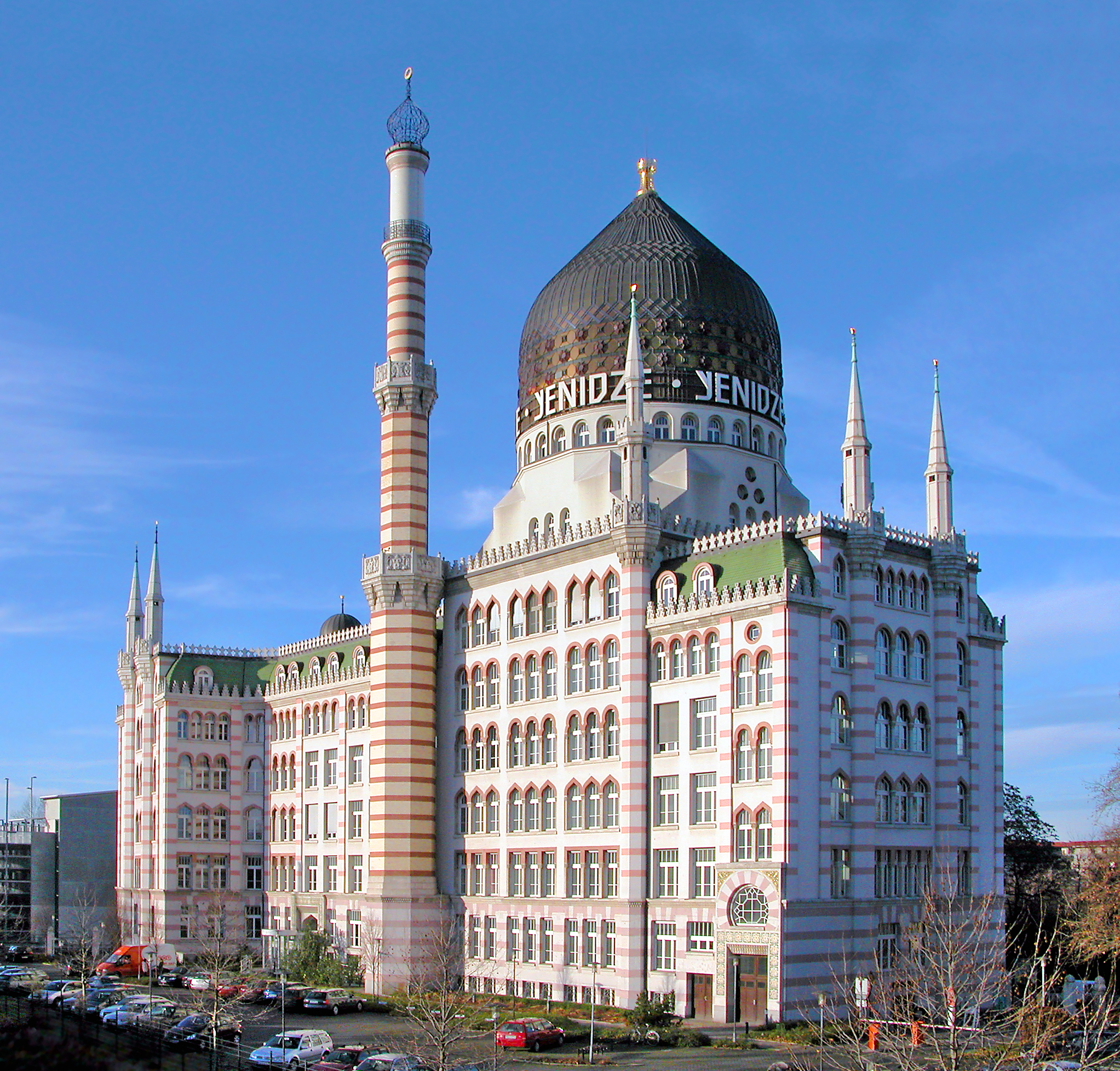
Yenidze

## Transport
W granicach osiedla mieści się dworzec kolejowy Dresden-Friedrichstadt.